# Adda-Douéni
Adda-Douéni è un centro abitato delle Comore, situato sull'isola Anjouan.